# Luis Riaza
Luis Riaza Garnacho (Madrid, 5 de marzo de 1925-ibídem, 9 de abril de 2017) fue un dramaturgo español.

## Trayectoria
Escribió la mayor parte de su obra dramática a partir de 1970, incluyendo las piezas El desván de los machos y el sótano de las hembras (1974), El palacio de los monos (publicada en 1978) y Retrato de dama con perrito (1976), a las que Francisco Ruiz Ramón denominó «la trilogía del poder». La puesta en escena de la última de ellas en el Centro Dramático Nacional, dirigida por Miguel Narros, obtuvo el premio «El espectador y la crítica» a la mejor obra estrenada en Madrid en 1979.
En 1981 publicó Medea es un buen chico, que tuvo proyección internacional. Otras obras relevantes posteriores fueron el Tríptico para teatro (Retrato de niño muerto, La emperatriz de los helados y La noche de los cerdos) y Danzón de perras. En 2006 se publicó su Teatro Escogido, coordinado por Pedro Ruiz Pérez. En sus últimos años escribió principalmente relatos en prosa y poemas. Unos kuantos kuentos kontados por un kretino (el idiota de Luis Riaza) (2016) fue su última obra publicada en vida.
Además de en España, su teatro ha sido representado en diversos países de Europa y Sudamérica, en Estados Unidos y en Marruecos. Varias de sus piezas teatrales han sido traducidas al inglés, francés, alemán, italiano, portugués, ruso y búlgaro, además del euskera y el gallego. Obtuvo una docena de premios nacionales en poesía, narración y teatro, y su obra teatral ha sido objeto de estudios académicos y libros. Críticos como Ruiz Ramón le consideraron uno de los dramaturgos españoles más importantes de la segunda mitad del siglo XX, y calificaron su obra como paradigma español del texto de la posvanguardia teatral europea.
A su muerte dejó muchos textos inéditos para teatro, además de poesía y relatos. Su primera obra póstuma publicada fue la creación colectiva Las vírgenes locas (2018), escrita en 2011. En 2022 se publican en la Biblioteca Virtual Miguel de Cervantes las obras Como la araña, como la anaconda y Nueva Divina Commedia.

## Obras publicadas
- Representación de Don Juan Tenorio por el carro de las meretrices ambulantes, en Riaza, Hormigón, Nieva, Representación del Tenorio a cargo del carro de las meretrices ambulantes/Judith y Holofernes/Teatro furioso, Cuadernos para el Diálogo, 1973. Biblioteca Virtual Miguel de Cervantes, 2021.
- Drama de la dama que lava entre las blancas llamas, Primer Acto, 172,1974.
- El desván de los machos y el sótano de las hembras, Pipirijaina Textos, 3, 1974; Cátedra, 1978; Teatro Escogido, pp. 69-132, Asociación de Autores de Teatro, 2006.
- Retrato de dama con perrito, Fundamentos, 1976; Vox, 1980; Teatro Escogido, pp. 143-189, AAT, 2006.
- El palacio de los monos, Cátedra, 1978. Biblioteca Virtual Miguel de Cervantes, 2022.
- Medea es un buen chico, Pipirijaina Textos, 18, 1981; Teatro Escogido, pp. 201-241, AAT, 2006.
- Libro de los anillos infernales o de las metamorfosis léidicas, Alcalá-Poesía (Premio de Poesía Ciudad de Alcalá de Henares 1980), 1981. Biblioteca Virtual Miguel de Cervantes, 2021.
- Antígona... ¡cerda!, en Antígona... ¡cerda!/Mazurka/Epílogo, La Avispa, 1983; Teatro Escogido, pp. 253-276, AAT, 2006.
- Mazurka, en Antígona... ¡cerda!/Mazurka/Epílogo, La Avispa, 1983.
- Epílogo, en Antígona... ¡cerda!/Mazurka/Epílogo, La Avispa, 1983.
- Los perros, Antología Teatral Española, Universidad de Murcia, 1986. Biblioteca Virtual Miguel de Cervantes, 2021.
- El buque, Caja de Ahorros Provincial de Valladolid (Premio Valladolid de Teatro Breve 1988), 1989.
- Revolución de trapo, Valldum, 1990.
- Retrato de niño muerto, en Tríptico para teatro, La Avispa, 1990.
- La emperatriz de los helados, en Tríptico para teatro, La Avispa, 1990; Teatro Escogido, pp. 285-329, AAT, 2006.
- La noche de los cerdos, en Tríptico para teatro, La Avispa, 1990; Teatro Escogido, pp. 341-430, AAT, 2006.
- La ficha negra o Rien ne va plus, Ayuntamiento de Santurtzi (VI Certamen Literario de Teatro Breve),1990.
- Los edipos o Ese maldito hedor, Art Teatral 3, pp. 63-69, 1991.
- Dioses, reyes, perros y estampas, Caja España, Valladolid (Premio Teatro Breve 1994), 1996.
- Las máscaras, Diputación Provincial de Málaga (Premio de Teatro "Enrique Llovet" 1990),1997.
- Danzón de perras, Fundación Autor, 1998. Biblioteca Virtual Miguel de Cervantes, 2021.
- Calcetines, máscaras, pelucas y paraguas, Asociación de Autores de Teatro, 1998. Biblioteca Virtual Miguel de Cervantes, 2021.
- Bonsáis, estatuas y cadáveres, Exilios 4-5, pp. 109-120, 2000.
- Cinco piezas concisas, Alhucema 5, p. 135, 2000.
- El fuego de los dioses, en Luis Riaza: Teatro Escogido, pp. 441-487, Asociación de Autores de Teatro, 2006.
- Unos kuantos kuentos kontados por un kretino (el idiota de Luis Riaza), Presses Universitaires de la Méditerranée, 2016.
- Como la araña, como la anaconda (ed. Mª Jesús López Montilla), Biblioteca Virtual Miguel de Cervantes, 2022.
- Nueva Divina Commedia (ed. Mª Jesús López Montilla y Pedro Ruiz Pérez), Biblioteca Virtual Miguel de Cervantes, 2022.

## Reconocimientos
- Premio Guipúzcoa 1966 por "Como la araña, como la anaconda"
- Premio Vizcaya 1969 por "Libro de cuentos"
- Premio El espectador y la crítica 1979 por "Retrato de dama con perrito"[5]
- Premio Ciudad de Alcalá de Poesía 1980 por “El libro de los anillos infernales”
- Premio Lazarillo de teatro 1980 por "Los perros"
- Premio Ciudad de San Sebastián 1981 por "La verdad"
- Premio Casa de España en París 1981 por "Un billete de dólar"
- Premio Valladolid de Teatro Breve 1988 por "El buque"[24]
- Premio Enrique Llovet 1990 por "Las máscaras"[25]
- Premio Valladolid de Teatro Breve 1994 por "Dioses, reyes, perros y estampas"